# Presqu'île de la Discovery
Pour les articles homonymes, voir Discovery.
La presqu'île de la Discovery est une presqu'île située au nord-est de la péninsule Loranchet au nord des îles Kerguelen dans les Terres australes et antarctiques françaises (TAAF).

## Géographie

### Caractéristiques
Faisant partie de la péninsule Loranchet, la presqu'île de la Discovery est entourée au nord par la Baie de la Dauphine et au sud par la baie Clémenceau. Orientée sud-ouest/nord-est, elle est longue de près de 10 km et large au maximum de 3 km à sa base. Elle se termine par le cap Ligniville.

### Toponymie
Elle doit son nom – donné par la commission de toponymie des Kerguelen en 1966 – en hommage à l'un des deux navires (le HMS Discovery) de James Cook passés en décembre 1776 par les Kerguelen lors de son troisième voyage dans l'océan Pacifique de 1776 à 1780.